# Kirjuhel
Evgen Kirjuhel (« maison haute » en breton), Jean-Frédéric Brossard pour l'état civil, né le 28 juillet 1939 à Paris, est un compositeur et poète, joueur de guitare et de harpe métallique, chanteur à voix multiples. Troubadour provocateur dans l’Europe de mai 68 (il compose Ah ! le joli mois de mai à Paris), il défend alors avec ses chansons les luttes ouvrières et paysannes. Chanteur représentant la chanson bretonne engagée des années 1970, il s'intéresse ensuite aux racines de la musique en Grèce. Harpiste de tradition celtique, Kirjuhel s’inspire aussi du blues, du jazz ou du flamenco, afin de construire un univers limpide aux évocations musicales plurielles. 

## Biographie
Né à Paris en 1939, Kirjuhel vit par la suite dans le Pays nantais et en Ille-et-Vilaine à Gaël. Enfant, il s'essaye à Georges Brassens et Django Reinhardt. Il fréquente les roulottes manouches de la porte de Clignancourt et adopte des cultures complexes comme le flamenco ou le fado. Adolescent, il rencontre le jazz (Bud Powell, Miles Davis) et le classique, avec la guitare et le piano.
Licencié en sciences, il enseigne pendant une courte période avant de travailler dans une petite usine, puis en milieu psychiatrique. Il va y développer une méthode de soins axée sur la musique et le théâtre. Formé au piano et à la guitare, il apprend le théâtre à l'école du TNP, joue avec Vilar, Ariane Mnouchkine, fait de la mise en scène. Le grand mouvement de mai 1968 marque un virage déterminant pour Kirjuhel. Le Nantais prend conscience de l'impact populaire du chant ancré dans les racines du peuple et commence, avec quelques militants, à travailler avec des paysans et des ouvriers de la région de Saint-Nazaire et de Nantes. Ils organisent des veillées, créent des pièces de théâtre ou des chansons, dans les différentes fermes.

### La Bretagne des révoltes, la chanson à idées
Après avoir chanté dans la rue avec le Centre d'animation de l'Épée-de-Bois, à Paris, « sur des chansons de l'actualité de la veille », il s'installe en Bretagne, à Fay-de-Bretagne près de Nantes puis dans la région de Redon pendant une dizaine d'années, apprend la langue et participe à de nombreuses expériences qui font de lui l'un des moteurs de la chanson militante des années 1970 à 1972 : années de contestation, la guitare en bandoulière, convaincu par Glenmor de suivre ses convictions bien qu'il ne soit pas Breton ni bretonnant. Il participe notamment à une pièce de théâtre sur le thème des accidents sur les chantiers à Penhoët (histoire vraie d'une mort sur un pétrolier), à l'écriture de Paysan en lutte, pour les Batignolles, les bords de l'Erdre (chanson écrite pour les manifestants), la grève de Pontchateau, La Vacherie (paysans de Blain et Redon). En vivant les grèves avec les ouvriers il écrit Paris SA. Joint français dans laquelle « les ouvriers bretons disent merde au patron », issues directement des slogans. Dans le même ordre d'idées, il participe en 1971 à l'action pour la libération d'un responsable syndicaliste agricole incarcéré en vertu de la loi anti-casseurs. 
En 1972, il sort un premier 45 tours chez Kelenn : Breizh Kozh ha Yaouank, sur une mélodie grave et lente dont l'accompagnement à la guitare a des sonorités espagnoles, est pour Kirjuhel son « premier texte breton ; première attirance, énorme attirance » et Chanson pour Jean Carel, sur une musique traditionnelle du Morbihan, est un épisode de la guerre du lait, chanson écrite dans le but de « sensibilité les agriculteurs pour faire une manif afin de sortir Jean de prison ». Le label n'étant pas intéressé par la réalisation de son album, il commence son parcours discographique à travers le collectif indépendant Droug (« Colère »), créée à son initiative en 1972 à Fay-de-Bretagne, conséquences directes du manifeste de Plessala. En décembre 1972, il sort un 33 tours, distribué par l'association chez les disquaires et libraires bretons ou vendu par correspondance.
Ses premiers enregistrements sont porteurs d’une contestation radicale, crie son désespoir, sa haine de ce que l'on fait aujourd'hui de l'homme. Avec Glenmor, Kirjuhel est le leader de la nouvelle chanson bretonne. En ouverture de son premier 33 tours, Kemperlé-Médréac se souvient d'un fait divers, déjà chanté par Gilles Servat, à propos d'une institutrice que l'on voulait renvoyer d'une école privée de Quimperlé parce qu'elle avait épousé un divorcé. Tout proche de là, une institutrice de Médréac, dans une école laïque cette fois, était enceinte mais ne voulait pas se marier. On voulut aussi faire pression sur elle. L'Éloge de la folie appel à Nerval, Artaud, Hölderlin, Kleist, Van Gogh, la chanson Les Mâles dénonce « un des principaux problèmes bretons, les hommes crispés sur leurs privilèges patriarcaux. À déboulonner avant qu'ils ne fassent toute la loi dans le mouvement ». 

### Évolution musicale
Son répertoire est constitué de chansons en français mais aussi en breton. Avec une vibration poétique, il est l'un des chanteurs bretons dont le langage se rapproche le plus de celui des travailleurs. Il lui arrive aussi de réutiliser des mélodies et même des refrains de chansons paysannes traditionnelles. Pourtant, il tient à préciser : « J'ai horreur du folklore. Je pense qu'il faut, quand on prend une chanson traditionnelle adapter et les paroles et la musique. »
Deux autres albums suivent chez Droug : Les Questions en 1974 et Les Arrivistes en 1975. Ce dernier est plus difficile d'écoute du fait du choix d'expression lancinante de Kiruhel permettant mal la compréhension des compositions selon André-Georges Hamon. Pourtant, on y retrouve des chansons politiques braquées sur l'actualité immédiate. Il tire de cas, apparemment « isolés » (comme Argentré-du-Mépris), des observations critiques au niveau plus général de cette société. En outre, il accompagne ou entrecoupe ses chansons d'un travail de plus en plus élaboré à la guitare classique. Il commence également, avec des textes comme Nous ne tenons rien dans nos mains (qui clôt Les Arrivistes), à épancher un lyrisme saisissant, une richesse poétique qui va culminer dans l'album suivant, L'Enfance du monde. Délaissant Droug, Kirjuhel signe un enregistrement chez Barclay, aidé du célèbre contrebassiste français François Rabbath, marqué par une interprétation toute en finesse. Il réaffirme en conclusion la nécessité de réinventer la révolution à tout instant.
La mode de la musique bretonne ayant vidé le mouvement d'origine de son contenu militant et surtout rebelle, Kirjuhel s'éloigne de la Bretagne. Il voyage beaucoup en Europe et s'engage dans ses chansons « contre la chasse aux sorcières » en RFA ; il réalise notamment en 1979 une série d'émissions pour France Culture, « Chansons d'idées dans les Allemagnes ». De la lutte pour la réhabilitation des cultures minoritaires et pour la défense des libertés individuelles et collectives, Kirjuhel est passé à la quête de la liberté intérieure. La sortie d'un nouveau disque en 1979 témoigne de cet « exil intérieur » pour une vision d'une terre sans frontières, basée sur l'Humanité. En effet, L'Exil intérieur fait la transition avec le commencement de l'écriture poétique des Fragments Épiques. En allant en Afrique, il se nourrit de la musique africaine (rythmique, kora) et participe au Sénégal à toute une recherche musicologique avec un conservateur d'instruments. Passionné par une quantité de formes musicales, du flamenco au jazz modal et diverses musiques traditionnelles (grecque, indienne, tibétaine...), il passe par le théâtre Jean-Vilar et rencontre la harpe en 1974, une harpe celtique offerte par Camac qu'il va apprendre à connaître.

### Les poètes et la Grèce
Dans les années 1980, Kirjuhel écrit ses textes majeurs de poésie, explore les musiques traditionnelles et chante Rimbaud, Mallarmé, Novalis, Antonin Artaud, Hölderlin et même Homère (L'Odyssée) en grec ancien ou le poète mystique turc du XIIIe siècle Yunus Emre. Kirjuhel devient alors musicothérapeute. Installé en Grèce depuis 1978, il s’aperçoit qu'il y a peu de différences entre leur pensée et leur musique et en étudiant la Grèce ancienne, il se rend compte qu'il y a « une grande similitude entre la musique celtique et les supposés chants primitifs qui remontent à l'Odyssée d'Homère ». Il publie trois ouvrages : Le chant et le non-chant (essai philosophique sur la musique), Les Brefs (poèmes dans l'esprit du haïku) et Le Ka (réflexion poétique sur le surgissement personnel).
Il invente la harpe « nucléaire », dont les cordes sont en métal pour tisser des climats « de chaos et de plénitude ». Entre 1980 et 1995, il réalise l’épopée musicale Fragments épiques, synthèse de ses conceptions artistiques et espace de sons nouveaux mis en images par Solveigh Kaehler (rencontrée à Berlin dans les années 1970) avec laquelle il crée des cycles de travail, mêlant photographie, musique et poésie. La représentation scénique de cet « oratorio cosmique » a également abouti à trois disques, dont les résonances contemporaines sont soulignées par l’usage de basses tonales et de structures électroacoustiques. Il invente une musique modale dont les sources s’inspirent de la Grèce ancienne, de la Bretagne, de l’Inde, des chants traditionnels et de la musique contemporaine. Il compose des œuvres pour guitare, groupe d’instruments et voix.
Il réalise une importante discographie et bibliographie avec Revoe Productions (rêve, révolution, révélation en grec ancien), sa propre maison d'édition qu'il fonde en 1996 en Grèce avec sa complice photographe Solveigh Kaehler. Ensemble ils réalisent des créations mêlant la musique et les images, rendant hommage au site mégalithique de Carnac (Ana Words of Stone), au Mont Saint-Michel (Echo of Mont Saint-Michel), à Chambord, dans des sites grecs, Hydra, l’ancienne cité de Corinthe, et produisent pendant dix ans concerts, expositions, disques, livres. Kirjuhel compose « Les Chants Nocturnes de Hölderlin » en 16 tableaux, et reprend ensuite 12 poèmes en langue française dans un album qui reçoit la distinction « fff » par Télérama.
C'est dans l'improvisation qu'il trouve le moteur essentiel de son renouvellement, à travers l'onirisme de sa harpe métallique, qui bénéficie désormais d'un nouveau procédé sonore pour donner plus d'ampleur et de densité (octaves modifiés, polyrythmies, polyphonies) à ses évocations aux résonances intimes et universelles. Pour les Jeux olympiques d'été de 2004 en Grèce, il réalise une œuvre sur le chant des sirènes. Dans son quatorzième opus Firescan (pour la première fois entièrement instrumental), présenté en décembre 2004 lors d'une semaine de concert au Café de la Danse à Paris, le harpiste-improvisateur partage l'espace sonore avec le percussionniste marocain Khalid Kouhen, avec lequel il cultive une similaire exigence de liberté artistique.
Kirjuhel a donné de nombreux récitals à travers l'Europe : en France, en Allemagne et en Grèce, pays auquel il voue une véritable passion.
À partir de 2014, il se produit en duo avec la guitariste classique Mariapina Roberti.

## Chant et musique
Fasciné par la culture bretonne, marqué par dix années de chanteur de toutes les luttes en terre d'Armorique, Kirjuhel est tout autant captivé par le pays d'Homère. Tout comme il a chanté des gwerzioù du Barzaz Breizh et la légende La Korrigane en breton, il aime s'approprier le grec ancien, en chantant par exemple L'Odyssée : « L'œuvre d'Homère nécessite d'entrer, de pénétrer dans la langue et la culture, on est au centre des mots. La musique est inscrite à l'intérieur. Les poètes organisaient la langue, la musique et le monde. Le grec ancien est aussi l'arme de résistance contre l'occupation turc. ». Il aime que ses compositions ne fassent qu'un bloc de poésie et de musique assemblées. À l'époque de Renaissance de la harpe celtique de Stivell, le chanteur s'est vu offrir une harpe celtique. La mise au point de sa harpe a nécessité pas moins de dix ans, pour adapter et renforcer la structure de l'instrument à une redistribution totale et personnelle des cordes : une alliée pour exprimer toutes les résonances de la musique de la vie, somptueux concerto cosmique qui vibre de chaque note émise par les êtres humains : « La harpe me fascinait. Depuis un long moment, je cherchais un instrument qui pouvait être intemporel et très futuriste. Quand j'ai commencé à en jouer, j'ai dû inventer tous les doigtés. Je l'ai ramenée à la lyre grecque. Elle me permettait de mettre une corde par note, un peu comme le piano. J'aime beaucoup ce rapport très fort avec la musique ». Sa lyre l’entraîna en Turquie (la poésie de Yunus Emré) en Orient, se confond quasiment avec un koto japonais dans Flamenco for S (album Concert). Sa voix s’est de même trouvée d’autres reliefs en empruntant notamment à la technique de chant tibétaine (Heol Du).

## Discographie
- 1972 : Breizh Kozh ha Yaouank (45 tours Kelenn)
- 1972 : Evgen Kirjuhel - Kemperlé-Médréac (Droug)
- 1974 : Les Questions (Droug, 1978 Trikont Allemagne)
- 1975 : Les Arrivistes (Droug)
- 1976 : Enfance du monde (Barclay)
- 1979 : L'Exil intérieur (Droug)
- 1986 : 12 Poèmes en langue française (Revoe, CD 2004) [ffff de Télérama]
- 1989 : Chante Yunus Emre (Revoe / Socadisc)
- 1996 : Le Voyage de psyché (Revoe / Socadisc)
- 1997 : ANA words of stone (Revoe)
- 1999 : Echo of Mont-Saint-Michel (Revoe)
- 1999 : Portrait (Revoe)
- 2000 : Concert (Revoe) - "Bravo Trad Mag" juin 2001
- 2004 : Firescan (Revoe)

### Participations
- 2004 : Pierre de Ronsard (EPM)
- 2005 : Gérard de Nerval (EPM)